# 大熱澤蘚
大熱澤蘚（学名：Breutelia arundinifolia）为珠蘚科熱澤蘚屬下的一个种。